# ذا باركشور
ذا باركشور هو ناطحة سحاب طويلة يبلغ ارتفاعها 556 قدم (169 م) وتقع في شيكاغو، إلينوي، تم الانتهاء منه في عام 1991 ويحتوي على 56 طابق .

## انظر ايضاً
- قائمة أطول المباني في شيكاغو